# Cölln in der Spree
Cölln in der Spree ist ein Dokumentarfilm des Fernsehens der DDR von Rainer Pavel aus dem Jahr 1978.

## Handlung
Der Film beginnt mit historischen Zeichnungen und Malereien der Geschichte des alten Cölln, der ehemaligen Schwesterstadt Berlins und heutigen Fischerinsel des Jahres 1977, die sich durch den ganzen Streifen ziehen und die mit den jetzigen Gegebenheiten verglichen werden.  Dazu stellt sich ein dort geborener Bewohner vor, der nach vielen Jahren wieder zurück in seinen Kiez kam, dort eine Wohnung im 20. Stock eines der Hochhäuser bezog und nun dem Zuschauer die Änderungen der letzten Jahre in dieser Gegend zeigt und erklärt.
Der Weg beginnt mit der Überquerung des Spreekanals über die Inselbrücke und führt an einem neu erbauten Kindergarten und sechs ebenfalls neuen Wohnhäusern vom Typ WHH GT 18 mit 20 Etagen vorbei, die innerhalb gepflegter Grünanlagen liegen. Bis in die 1960er Jahre war das keine schöne Wohngegend und sie wurde komplett abgerissen, um einem neuen Wohnquartier Platz zu machen, welches in den 1970er Jahren erbaut wurde. In einem der Hochhäuser, welches direkt am Spreekanal liegt, befindet sich das Restaurant Zum Fischerkiez. Wenn man von dort über das Wasser blickt, fällt einem sofort das Ermelerhaus ins Auge, das ursprünglich in der Breiten Straße stand, zum Märkischen Ufer  umgesetzt wurde und in dessen Räumlichkeiten sich jetzt ein gehobenes Restaurant befindet. Im Kellergeschoss hat die Raabe-Diele Platz gefunden, die an die 1964 abgerissene Kneipe in der Sperlingsgasse erinnern soll. Nur wenige Meter weiter befindet sich das sanierte Otto-Nagel-Haus, das ein Museum beherbergt.
Nach einem Exkurs in die Geschichte des alten Cölln, bekommt der Erzähler plötzlich Durst und sucht eine Gaststätte, in der er etwas zum Trinken bekommt. So geht der Spaziergang weiter über die ehemalige Fischerstraße, in der einst die Kneipe Zum Nußbaum stand, vorbei an der neuerbauten Großgaststätte Ahornblatt bis hin zur Gertraudenbrücke mit der Skulptur der namensgebenden Gertrud. Von hier aus kann man den Blick auf die Großbaustelle des Spittelmarkts werfen, bevor es nach weiteren 20 Metern in die Alt-Cöllner Schankstuben geht, wo der Erzähler endlich seinen Durst löschen kann. Nicht weit entfernt, befindet sich die Jungfernbrücke, die älteste Brücke Berlins, in deren Umfeld viele Hugenotten wohnten, die einmal 20 Prozent der ansässigen Bevölkerung stellten. Über die Sperlingsgasse führt der Weg in die Brüderstraße und dort zum Galgenhaus. Kurz daneben befindet sich das Nicolaihaus, in dem sich der Besitzer Friedrich Nicolai regelmäßig mit Moses Mendelssohn und Gotthold Ephraim Lessing traf, wo sie gegenseitig ihre aufklärerischen Ideen austauschten. Am Ende der Brüderstraße, Ecke Scharrenstraße befinden sich die Reste des von den Folgen des Zweiten Weltkriegs verschonten Warenhauskomplexes von Rudolph Hertzog, in dem sich zum Zeitpunkt der Dreharbeiten ein Hochzeitsausstatter befindet. Wenn man nun die Scharrenstraße wieder in Richtung Spreekanal läuft, kommt man zum Juwelenhaus in dem es herrlichen Schmuck zu kaufen gibt.
Wieder etwas zurück des Wegs liegt die Breite Straße, der eine große Rolle in den Kämpfen der Märzrevolution 1848 in Berlin zukam. Hier wurde aber auch unter dem Soldatenkönig der gefürchtete Spießrutenlauf als öffentliche Belustigung, mit reger Teilnahme der Bevölkerung, durchgeführt. In dieser Straße gibt es seit vielen Jahren die Berliner Stadtbibliothek mit dem berühmten A-Portal von Fritz Kühn, gleich daneben steht das bekannte Ribbeck-Haus. Am Ende der Breiten Straße befindet sich der Neue Marstall, der sich bis zur Spree hinzieht. Gegenüber stand das Berliner Schloss, auf dessen Platz heute der Palast der Republik steht, wo auch einige Aufnahmen gedreht wurden, obwohl das Schlossareal nicht zu Cölln gehörte. Schräg gegenüber vom Palast steht das Staatsratsgebäude, mit dem integrierten Eosander-Portal aus dem ehemaligen Schloss.
Dem Staatsratsgebäude gegenüber, am Palast der Republik vorbei, sehen wir den Lustgarten mit dem Berliner Dom. Hier beginnt die Museumsinsel und den Anfang macht das Alte Museum von Karl Friedrich Schinkel, mit der Granitschale davor. Nach einem Blick auf die Alte Nationalgalerie geht es weiter in das Pergamonmuseum, wo der berühmte Pergamonaltar, das Markttor von Milet und das Ischtar-Tor zu bestaunen sind. Den Abschluss der Museumsinsel bildet das Bode-Museum, das vor allem für seine Skulpturensammlung, und die Byzantinische Kunst, sowie das Münzkabinett bekannt ist. Vor dem Museum trifft der Spreekanal wieder auf die Spree. Auf der Berliner Seite der Spree führt der Weg den Erzähler wieder zurück auf die Fischerinsel. Nach einem Blick in seine Wohnung geht es noch auf das Dach des Hochhauses, wo der Film mit einem Panoramablick über Ost-Berlin endet.

## Produktion und Veröffentlichung
Cölln in der Spree wurde auf ORWO-Color vom Fernsehen der DDR gedreht und am 31. Mai 1978 im 1. Programm ausgestrahlt. Die erste nachweisbare Aufführung auf einer großen Leinwand erfolgte am 23. Januar 2022 im Berliner Zeughauskino.